# رسول گرمسیری
رسول گرمسیری کشتی‌گیر فرنگی‌کار ایرانی اهل استان خوزستان است.
از افتخارات وی می‌توان به کسب مدال طلا مسابقات قهرمانی کشتی آسیا ۲۰۲۲ اشاره کرد.
رسول گرمسیری اصالتاً بختیاری چهارلنگ از طایفه ممبینی منطقه هپرو  باغملک از توابع استان خوزستان است.
ایشان متولد شهرستان باغملک  از توابع استان خوزستان میباشد.وی در زدن فن فیتو شگرد دارد و کشتی دوستان به او لقب رسول فیتو را داده اند

## فعالیت حرفه‌ای ورزشی

### قهرمانی آسیا ۲۰۲۲
در وزن ۸۲ کیلوگرم رسول گرمسیری پس از استراحت در دور نخست در دور دوم با نتیجه ۸ بر صفر خان جعفرخان از قطر را مغلوب کرد وی در دور سوم و در مرحله نیمه نهایی در یک کشتی زیبا با نتیجه ۵ بر صفر هرپریت سینگ دارنده مدال نقره آسیا از هند را از پیش رو برداشت و راهی دیدار فینال شد. گرمسیری در دیدار پایانی با نتیجه ۴ بر ۳ از سد دیاس کالن از قزاقستان گذشت و به مدال طلا دست یافت.

### قهرمانی آسیا ۲۰۲۴
دروزن ۸۲ کیلوگرم رسول گرمسیری پس از استراحت در دور نخست، در دور دوم با نتیجه ۸ بر صفر سیجین یانگ از کره جنوبی را از پیش رو برداشت و به مرحله نیمه نهایی رفت. وی در این دیدار با نتیجه ۷ بر ۷ از سد بکزات بکزات اورونکول اولو از قرقیزستان گذشت و به دیدار فینال راه یافت. گرمسیری در دیدار پایانی با تایزو یوشیدا از ژاپن سرشاخ شد و با نتیجه ۹ بر صفر مغلوب حریف خود شد و به مدال نقره رسید.